# Tim (biografia)
Tim: The Official Biography of Avicii é um livro lançado em 2021 sobre a vida de Avicii, escrito pelo autor sueco Måns Mosesson. A obra foi publicada pela editora Sphere Books.

## História
Em abril de 2021, foi anunciado que uma biografia de Avicii havia sido escrita por Måns Mosesson, após o autor viajar para locais como Estocolmo, Miami, Ibiza e Los Angeles, onde Tim viveu e trabalhou.

## Recepção
O jornal The Guardian destaca que o livro explora as lutas de Avicii com a saúde mental, dores crônicas e o uso de opioides, além da pressão da fama e do estilo de vida intenso dos DJs de EDM. Måns Mosesson utiliza depoimentos de amigos, familiares e registros pessoais do artista para abordar seu perfeccionismo e isolamento. A obra também discute o impacto da indústria musical e a crise dos opioides, refletindo sobre o legado deixado por Avicii e os esforços de sua família para promover a conscientização sobre saúde mental.
Segundo o The Independent, a biografia de Avicii aborda tanto seu sucesso musical quanto suas lutas pessoais. A obra é baseada em entrevistas com pessoas próximas ao DJ e explora seus grandes hits, assim como seu lado mais vulnerável. A biografia também detalha os problemas de saúde que o levaram a encerrar suas turnês em 2016. Os lucros do livro serão destinados à Tim Bergling Foundation, que apoia causas relacionadas à saúde mental e prevenção do suicídio.

Já a Billboard destaca 12 revelações do livro sobre Avicii, trazendo à tona momentos íntimos de sua vida. Uma das principais revelações é que, enquanto estava internado em um hospital em Nova York devido a uma pancreatite severa em 2012, Avicii assistiu a um de seus comerciais do Super Bowl, descrevendo esse período como os dias mais tranquilos que teve nos últimos seis anos. Outro ponto importante revelado é seu vício em analgésicos, iniciado após o tratamento, com sinais já percebidos por amigos em 2012, quando ele começou a consumir pílulas em segredo. Essas revelações ilustram os desafios pessoais que Avicii enfrentou, oferecendo uma visão mais profunda de sua vida para além do sucesso musical.

## Ligação externa
- Site oficial